# Zinc, Arkansas
Zinc este un oraș în Comitatul Boone, Arkansas, Statele Unite. Populația acestuia era de 103 cetățeni conform recensământului din 2010. Localitatea face parte din zona micropolitană a orașului Harrison. O fracțiune a organizației Ku Klux Klan operează un centru de informare și de antrenament în Zinc.

## Istoric
Numele orașului se datorează exploatării zăcămintelor de zinc. Industria minieră a luat amploare în anii 1890 odată cu descoperirea unor zăcăminte de zinc și plumb și a ajuns la apogeu în timpul Primului Război Mondial (1914-1918). Un oficiul poștal a fost înființat în Zinc în 1900, iar așezarea a devenit municipiu în 1904.
În localitate au existat o serie de întreprinderi și o școală în anii 1920, însă o inundație din 1927 a afectat clădirile și afacerilor din zonă. Populația orașului era de 188 de indivizi în 1930 și a început să scadă în anii următori. Ultimul magazin s-a închis spre finalul anilor '60, iar oficiul poștal în 1975.
În secolul XXI, Zinc a devenit sediul central al fracțiunii Knights of the Ku Klux Klan, organizație considerată drept instigatoare la ură de către Anti-Defamation League și Southern Poverty Law Center, Clădirea „Christian Revival Center” din apropierea localității aparține preotului care ocupă funcția de lider al fracțiunii. Aici au fost organizate diverse evenimentele, printre care și o tabără intitulată „Soldiers of the Cross Training Institute” (2013) unde participanții erau învățați să devină activi în lupta pentru salvarea rasei.
Alte activități KKK din apropierea localității Zinc implică montarea unor pancarte de-a lungul autostrăzilor cu mesaje de tipul „Diversitatea este alt nume pentru #genocidulalb”.

## Situri istorice
Două situri istorice există în localitate: Casa Elliott și Anna Barham și Zinc Swinging Bridge.

## Date geografice
Zinc este situat în Comitatul Boone la 36°17′7″N 92°54′56″V / 36.28528°N 92.91556°V, la aproximativ nouă mile spre est de sediul comitatului din Harrison. Conform United States Census Bureau, orașul are o suprafață totală de 1,9 km².
Zinc este localizat în regiunea Ozarks și se află la o altitudine de 268 metri.

## Demografie
Conform referendumului din 2010, existau 103 persoane, 37 de gospodării și 23 de familii. Densitatea populației era de 39,1/km². Existau 35 de locuințe la o densitate medie de 18,0/km². Din punct de vedere etnic, orașul era format din 88,3% populație albă, 1% afro-americană și 8,7% din alte rase. 1,9% erau hispanoamericani sau latinoamericani.
În 64,5% din case locuiau familii cu copii cu vârste de până la 18 ani, în 45,2% locuiau cupluri căsătorite, iar în 22,6% persoanele nu locuiau cu familia. În 3,2% din case locuiau persoane cu vârsta de 65 sau peste. 
În localitate, 18,4% din populație avea vârsta sub 18 ani, 6,6% între 18-24, 25,0% între 25-44, 38,2% între 45-64 și 11,8% 65 sau peste. Vârsta medie era de 45 de ani. La fiecare 100 de femei, existau 145,2 bărbați. Pentru fiecare 100 de femei cu vârsta sub 18 ani sau peste, existau 148,0 bărbați.
Venitul mediu pe gospodărie era de 20.036$ și cel pe familie era de 18.250$. Bărbații aveau un venit de 10.194$, iar femeile de 5.250$. Venitul pe cap de locuitor era de 9.999$. 35,8% din familii și 25,9% din populație trăiau sub limita sărăciei, inclusiv 43,0% din persoanele sub 18 ani și 63,7% din cei cu vârsta de peste 64 de ani.

## District școlar
Zinc și Bergman sunt cuprinse în Bergman School District.